# Osage Beach
Osage Beach är en ort i Camden County, och Miller County i Missouri. Orten hette ursprungligen Zebra.